# 스리랑카 국가 올림픽 위원회
스리랑카 국가 올림픽 위원회(영어: National Olympic Committee of Sri Lanka)는 스리랑카를 대표하는 국가 올림픽 위원회이다. IOC 코드는 SRI이다. 본부는 콜롬보에 있으며 아시아 올림픽 평의회에 소속되어 있다.
1937년에 설립되었으며 같은 해에 국제 올림픽 위원회의 승인을 받았다. 올림픽, 아시안 게임, 코먼웰스 게임을 비롯한 국제 스포츠 대회에 참가하는 스리랑카의 선수들을 대표한다.

## 같이 보기
- 올림픽 스리랑카 선수단